# Stoltenberg
Stoltenberg este o comună din landul Schleswig-Holstein, Germania.